# David Kopacz
David Peter Kopacz (* 29. května 1999) je polský profesionální fotbalista, který hraje na pozici záložníka za německý klub FC Ingolstadt 04.

## Kariéra
V létě 2018 Kopacz přestoupil do VfB Stuttgart, kde podepsal čtyřletou smlouvu. Dne 16. července 2019 byl zapůjčen do týmu Górnik Zabrze na sezónu 2019/20. Dne 5. srpna 2019 Kopacz debutoval v Ekstraklase proti Wisle Krakov.
Dne 31. července 2020 Kopacz přestoupil do Würzburger Kickers.
Dne 16. května 2022 Kopacz přestoupil do FC Ingolstadt 04.